# Driftin' back (Neil Young)
Driftin' back is een lied dat werd geschreven door Neil Young. Samen met Crazy Horse bracht hij het in 2012 uit als openingsnummer van zijn cd en driedubbel-elpee Psychedelic pill.
Het heeft een lengte van meer dan 27 minuten en beslaat op de elpee de gehele A-kant en de helft van de B-kant. De verdeling is daarop als volgt:
A - Driftin' back (deel 1) - 18:14
B1- Driftin' back (deel 2) - 9:56
In 2012 verscheen het nummer in de Snob 2000. Dit is een lijst van 2000 meest ondergewaardeerde liedjes die niet voorkwamen in de Top 2000 van NPO Radio 2. De lijst werd door 550 mensen samengesteld. Een ander nummer van Young dat in die lijst voorkomt, is bijvoorbeeld Stupid girl uit 1976.

## Muziek
Young begint het nummer solo op een akoestische gitaar. Na 80 seconden volgt de ondersteuning op de slaggitaar van Frank Sampedro, de bas van Billy Talbot en op de drums door Ralph Molina. Hiervoor waren deze leden van Crazy Horse bijna tien jaar lang afwezig geweest op albums van Young.
Vanaf hier is het een in een rustig ritme voortbewegend garagerock-nummer, door het magazine Rolling Stone omschreven als een "dreundend minute fuzz-box trance". Young speelt in dit deel de lead op een elektrische gitaar die wordt verzwaard met distortion. De muziek wordt af en toe aangevuld met gitaarsolo's.

## Tekst
In het nummer zingt hij dat hij terugdrijft naar eerdere tijden. In het lied zou hij onder meer zijn teleurstelling verwoorden dat zijn generatie de wereld niet heeft kunnen veranderen, aldus een recensie van The Guardian. Hij zingt dat hij 35 dollar gaf aan de Maharishi, maar dat het geld echter naar de organisatie ging. Ook zingt hij: Excuse my religion. Dreaming about the way things feel now.
Ook blijkt zijn onvrede met het geluid van de muziek in deze nieuwe tijd. In het lied herhaalt hij enkele malen: Don't want my mp3. Hier verwijst ook de volgende zin naar: Dreaming about the way things sound now ... Worry that you can't hear me now. Aan het begin van het lied krijgt de luisteraar de hint aan wie hij het lied graag had laten horen, door de zin Hey now now, hey now now, I'm drifting back. Het lijkt een directe verwijzing naar Hey hey, my my (Into the black). Dit lied kreeg voor Young een extra lading toen de regel It's better to burn out, than fade away door Kurt Cobain werd geciteerd in zijn afscheidsbrief. The Guardian vermoedt dan ook dat Cobain degene is die Young in dit lied toezingt.